# Cronicón pascual

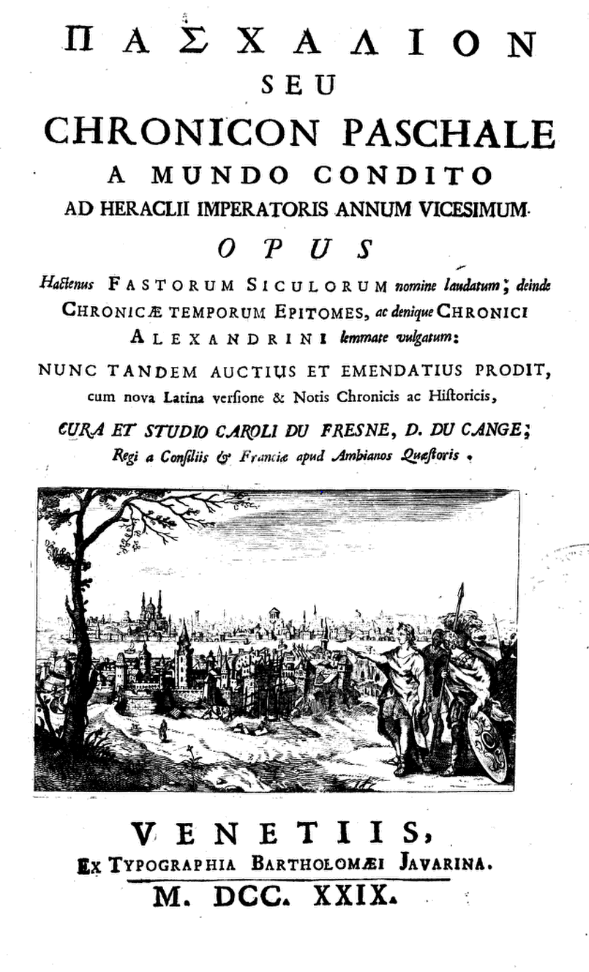
Imagen de una edición del año MDCCXXIX del Cronicón Pasqual.

El Cronicón pascual (en latín Chronicon Paschale o Alexandrinum o Constantinopolitanum, o Fasti Siculi) es una crónica del mundo cristiano del siglo VII. Su nombre se debe al sistema cronológico que utiliza, basado en el ciclo pascual cristiano. 

## Autor y contenido
Su autor griego lo llamó «Epítome de las edades desde Adán el primer hombre hasta el año vigésimo del reinado del muy augusto Heraclio».
Para los años 600 al 627 el autor se expresa como un historiador contemporáneo; es decir, para los últimos años del emperador Mauricio, el reinado de Focas y los primeros dieciséis años del reinado de Heraclio. El autor se identifica como contemporáneo del emperador Heraclio (610-641), y seguramente era un clérigo al servicio Sergio, el patriarca de Constantinopla. Seguramente la obra se escribió durante los últimos diez años del reinado de Heraclio. 
Como hacen muchos autores de crónicas, este relata anécdotas, descripciones físicas de los personajes principales, que a veces son retratos detallados, sucesos extraordinarios como terremotos y el paso de cometas, y relaciona la historia de la iglesia con una supuesta cronología bíblica. 
El manuscrito principal, el Codex Vaticanus Græcus 1941, del siglo X, está dañado en el comienzo y el final, y se interrumpe en el comienzo del 627. La crónica propiamente dicha va precedida de una introducción, que contiene reflexiones sobre cronología cristiana y el cálculo del ciclo pascual oriental. La llamada era bizantina o romana, que siguió siendo usada en la iglesia griega ortodoxa hasta el final de la ocupación turca con el nombre de calendario juliano, se acepta en el Cronicón como el origen de la cronología; de acuerdo con ella, la fecha de la creación del mundo se establece el 21 de marzo de 5507 a. C.
El Cronicón pascual sigue a otras autoridades y crónicas anteriores: Sexto Julio Africano, los fastos consulares, la Crónica e historia eclesiástica de Eusebio de Cesarea, Juan Malalas, los Acta Martyrum y el tratado de Epifanio sobre Pesos y medidas.

## Ediciones
- L. Dindorf (1832) en Corpus Scriptorum Historiae Byzantinae, con un prefacio y comentario de Charles du Fresne.
- J. P. Migne, Patrologia graeca, vol. 92.
- C. Wachsmuth, Einleitung in das Studien der alten Geschichte (1895)
- H. Gelzer, Sextus Julius Africanus und die byzantinische Chronographie, ii. I (1885)
- J. van der Hagen, Observationes in Heraclii imperatoris methodum paschalem (1736, pero aún considerado indispensable)
- Eduard Schwartz en Pauly–Wissowa, Realencyclopädie der classischen Altertumswissenschaft, iii., Pt. 2 (1899)
- C. Krumbacher, Geschichte der byzantinischen Litteratur (1897).

### Traducción parcial al inglés
- Chronicon Paschale 284–628 AD, traducida por Michael Whitby y Mary Whitby (Liverpool: Liverpool University Press, 1989) ISBN 0-85323-096-X.